# Luis Miguel Santillana
Luís Miguel Santillana, né le 13 août 1951 à Barcelone, est un basketteur espagnol.

## Biographie
Évoluant au poste de pivot, il joue pratiquement toute la carrière avec le club de Badalone, remportant le championnat d'Espagne lors de la saison 1977-1978 et deux coupes du Roi, en 1969 et 1976. Sur la scène européenne, il remporte la coupe Korać en 1981 face au club italien de Reyer Venezia.
Après une première retraite, il renoue avec les parquets pour évoluer avec le FC Barcelone, club avec lequel il dispute la finale de la Coupe des Clubs champions en 1984 face aux Italiens de Virtus Roma. Lors de la saison précédente, il remporte deux titres en Espagne, la Coupe du Roi et le championnat.
Il joue également pour la sélection espagnole, disputant 160 parties pour des totaux de 1 482 points et 57 rebonds. Avec celle-ci, il remporte la médaille d'argent lors du championnat d'Europe 1973.